# Internationaux de Strasbourg 2023 - Qualificazioni singolare
Le qualificazioni del singolare del Internationaux de Strasbourg 2023 sono state un torneo di tennis preliminare per accedere alla fase finale della manifestazione. Le vincitrici dell'ultimo turno sono entrate di diritto nel tabellone principale. In caso di ritiro di una o più giocatrici aventi diritto a questi sono subentrati i Lucky loser, ossia i giocatori che hanno perso nell'ultimo turno ma che avevano una classifica più alta rispetto agli altri partecipanti che avevano comunque perso nel turno finale.

## Teste di serie
1. Séléna Janicijevic (spostata nel tabellone principale)
2. Bai Zhuoxuan (ultimo turno, lucky loser)
3. Louisa Chirico (spostata nel tabellone principale)
4. Sophie Chang (ultimo turno, lucky loser)

1. Jesika Malečková (primo turno)
2. Elena Malõgina (qualificata)
3. Ellen Perez (primo turno)
4. Olivia Tjandramulia (primo turno)

## Qualificate
1. Angelina Gabueva
2. Sarah Iliev

1. Elena Malõgina
2. Hsieh Su-wei

### Lucky loser
1. Bai Zhuoxuan
2. Sophie Chang

1. Erin Routliffe

## Tabellone

### Legenda
| - Q = Qualificato - WC = Wild card - LL = Lucky loser | - ALT = Alternate - SE = Special Exempt - PR = Protected Ranking | - w/o = Walkover - r = Ritirato - d = Squalificato |

### Sezione 1
|  | Primo turno | Primo turno         | Primo turno         | Primo turno | Primo turno |  |  | Ultimo turno | Ultimo turno     | Ultimo turno     | Ultimo turno | Ultimo turno |  |
|  |             |                     |                     |             |             |  |  |              |                  |                  |              |              |  |
|  | Alt         | Angelina Gabueva    | Angelina Gabueva    | 6           | 6           |  |  |              |                  |                  |              |              |  |
|  |             | Chan Hao-ching      | Chan Hao-ching      | 4           | 4           |  |  | Alt          | Angelina Gabueva | Angelina Gabueva | 6            | 6            |  |
|  |             | Erin Routliffe      | Erin Routliffe      | 6           | 6           |  |  |              | Erin Routliffe   | Erin Routliffe   | 1            | 3            |  |
|  | 8           | Olivia Tjandramulia | Olivia Tjandramulia | 3           | 2           |  |  |              |                  |                  |              |              |  |

### Sezione 2
|  | Primo turno | Primo turno   | Primo turno   | Primo turno | Primo turno |  |  | Ultimo turno | Ultimo turno | Ultimo turno | Ultimo turno | Ultimo turno |  |
|  |             |               |               |             |             |  |  |              |              |              |              |              |  |
|  | 2           | Bai Zhuoxuan  | Bai Zhuoxuan  | 6           | 6           |  |  |              |              |              |              |              |  |
|  |             | Ena Shibahara | Ena Shibahara | 2           | 2           |  |  | 2            | Bai Zhuoxuan | 4            | 6            | 64           |  |
|  | WC          | Sarah Iliev   | 5             | 6           | 6           |  |  | WC           | Sarah Iliev  | 6            | 4            | 7            |  |
|  | 7           | Ellen Perez   | 7             | 4           | 3           |  |  |              |              |              |              |              |  |

### Sezione 3
|  | Primo turno | Primo turno      | Primo turno      | Primo turno      | Primo turno      |  |  | Ultimo turno | Ultimo turno     | Ultimo turno     | Ultimo turno | Ultimo turno |  |
|  |             |                  |                  |                  |                  |  |  |              |                  |                  |              |              |  |
|  |             | Bye              |                  |                  |                  |  |  |              |                  |                  |              |              |  |
|  | WC          | Séverine Deppner | Séverine Deppner | Séverine Deppner | Séverine Deppner |  |  | WC           | Séverine Deppner | Séverine Deppner | 1            | 1            |  |
|  | WC          | Myrtille Georges | 2                | 7                | 4                |  |  | 6            | Elena Malõgina   | Elena Malõgina   | 6            | 6            |  |
|  | 6           | Elena Malõgina   | 6                | 6                | 6                |  |  |              |                  |                  |              |              |  |

### Sezione 4
|  | Primo turno | Primo turno       | Primo turno       | Primo turno | Primo turno |  |  | Ultimo turno | Ultimo turno | Ultimo turno | Ultimo turno | Ultimo turno |  |
|  |             |                   |                   |             |             |  |  |              |              |              |              |              |  |
|  | 4           | Sophie Chang      | Sophie Chang      | 6           | 7           |  |  |              |              |              |              |              |  |
|  |             | Tereza Mihalíková | Tereza Mihalíková | 3           | 5           |  |  | 4            | Sophie Chang | Sophie Chang | 2            | 4            |  |
|  |             | Hsieh Su-wei      | Hsieh Su-wei      | 6           | 6           |  |  |              | Hsieh Su-wei | Hsieh Su-wei | 6            | 6            |  |
|  | 5           | Jesika Malečková  | Jesika Malečková  | 4           | 4           |  |  |              |              |              |              |              |  |